# Personaggi di Monster Musume

Le protagoniste femminili nell'anime. Da sinistra: Suu, Papi, Rachnee, Miia, Cerea e Mero.

In questa pagina sono elencati i personaggi rilevanti che appaiono nel manga, nell'anime e nel gioco online della serie Monster Musume, scritta e disegnata da Okayado ed edita dalla Tokuma Shoten.

## Personaggi principali
Kimihito Kurusu (来留主 公人?, Kurusu Kimihito)
Il protagonista maschile principale della storia, ha 18 anni. Un normale studente giapponese con un lavoro part-time, vive a casa dei suoi (al momento in viaggio di lavoro all'estero), nella città di Asaka, prefettura di Saitama, ed è vergine. Si ritrova coinvolto nello scambio culturale tra specie. È un bravo ragazzo, ma con un animo debole, spesso rimane impotente di fronte alle visite della signora Smith e ai rimodellamenti della sua abitazione per le occupanti extraspecie. Eccelle nei lavori domestici, infatti sa cucinare e cucire. Nessuno lo chiama mai col suo vero nome, tranne la signora Smith una volta nel primo capitolo e nel primo episodio; tutte le ragazze gli affibbiano nomignoli e appellativi come "Tesoro", "Marito", "Dolcezza", "Padrone", "Mio Signore" e così via. Tutte le coinquiline si innamorano di lui perché bello, modesto e accogliente, oltre al non giudicare loro stesse come esseri anormali, ma trattandole come qualsiasi altra ragazza ordinaria. Spesso ha una natura sofferente, dovuta ai continui incidenti che implicano la forza e le abilità fisiche delle ragazze, ma per il loro benessere questo e altro. Viene anche rivelato che gli piacciono le gambe femminili.
Miia (ミーア?, Mīa)
Una ragazza lamia, ha 17 anni. Dalla cintola in giù la sua parte del corpo è quella di un serpente, lungo circa 7 metri (8 se a figura intera) e si muove ergendosi ad altezza umana. Ha i capelli rossi, occhi dorati con pupille a fessura verticale come quelli dei rettili, orecchie grandi triangolari e squamose, la pelle umana pallida. Le squame sono rosse, rosate quelle ventrali, al tatto sono morbide e la sua coda è una zona sensibile, erogena. La sua specie è nota per non sopportare le basse temperature, quindi fa il bagno in acqua calda ed è sonnolenta la mattina presto. La potenza delle sue spire è micidiale, spesso stritola il povero Kimihito coi suoi abbracci e sa anche arrampicarsi sugli alberi e nuotare in acqua. Come i serpenti fa la muta quando stressata, ma si vergogna a farsi vedere durante quei momenti. Ama vestirsi alla moda pop giapponese e indossa delle mutandine di forma triangolare simili ad una squama. Sa essere piacevole e romantica come personalità, ma più volte si mostra ossessivamente attaccata a Kimihito (che chiama "Tesoruccio") ed è abbastanza audace dal richiedere rapporti intimi a causa della natura della sua specie: le lamie sono una razza prevalentemente femminile che hanno bisogno degli uomini per riprodursi. Spesso si scontra con le altre inquiline per accaparrarsi il suo “tesoro”. Ogni volta che cucina lei i piatti le escono orribili, da intossicazione alimentare, questo perché non ha un senso del gusto sviluppato a cibi che non siano a base di carne e uova. Miia è stata affidata a Kimihito per errore dalla signora Smith e il ragazzo non ha avuto cuore di mandarla via. In realtà la lamia era venuta in Giappone per cercare un marito comune per il suo villaggio natale di tribù lamia, ma innamorandosi di Kimihito decise di rinunciare alla sua missione per restargli accanto. È uno dei personaggi giocabili in Monster Musume Online.
Papi (パピ?)
Una ragazza arpia, ha 17 anni nonostante l'aspetto da bambina (il suo corpo è piccolo e leggero per consentirle il volo). Le sue braccia sono ali piumate blu lunghe 4 metri di apertura, con un pollice alle estremità che però gli consente poca presa con gli oggetti ad eccezione del Nintendo Wii, il suo passatempo preferito. Blu sono anche i suoi capelli, marroni gli occhi e a metà coscia in giù presenta delle zampe da uccello con dita artigliate molto affilate. La sua zona erogena è in mezzo alle gambe e, secondo Miia e Cerea, la sua parte più attraente è il sedere. Indossa spesso toppini senza spalline e pantaloncini, facili da indossare. Tra le sue doti Papi è in grado di volare portando carichi notevoli, ma scarsa è la sua vista notturna e se ali sono bagnate non può alzarsi in volo. Di personalità è molto gioiosa e infantile, ma ha una pessima memoria ("cervello di gallina", dice Kimihito) che le fanno dimenticare regole, persone e interi momenti della sua vita. Parla di sé in terza persona, si comporta a volte da uccello bagnandosi di poco nelle vasche, non ha problemi a mangiare pollo o uova, ama giocare coi bambini umani durante le sue continue uscite di nascosto senza accompagnatori e le sue migliori amiche sono Suu e Kii. Papi è in grado di deporre uova non fecondate, ma l'ha fatto una sola volta da quando si è stabilita da Kimihito; al mercato nero tali uova hanno un valore prezioso. Papi "incontrò" Kimihito rapendolo da casa sua per farsi accompagnare al parco, eludendo la sorveglianza della signora Smith e in seguito lei verrà affidata proprio al ragazzo. Confonde con l'idea di amante la figura di fratello maggiore e chiama Kimihito "Padrone" (in alcune traduzioni estere "Boss").
Centorea "Cerea" Shianus (セントレア・シアヌス?, Sentorea Shianusu)
Una ragazza centaura, ha 17 anni e permette solo alle persone a lei vicine di chiamarla col suo soprannome, "Cerea" (セレア?, Serea). Tra le coinquiline è la più alta. Centorea ha lunghi capelli biondi legati ad una coda, lunghe orecchie equine che le spuntano ai lati della testa e un seno molto grande (si stima ben 130 cm, ma sembra che sia ancora più grande); afferma che le femmine della sua specie hanno il petto largo per poter allattare i loro piccoli. La sua parte equina ha il manto color castagna, piccoli zoccoli e una coda dorata come i capelli. Si veste con una camicia bianca a righe senza maniche, un fiocco rosso al collo, un'ampia gonna che le copre la sua metà animale e non indossa reggiseno perché non riesce a trovarne uno della sua taglia. Appartenente ad un lignaggio nobile di centauri combattenti, Centorea possiede una personalità fiera e orgogliosa, si crede una guerriera col dovere di assistere e proteggere Kimihito (che chiama "Mio Signore"); tra le inquiline è quella che cerca di conservare il suo pudore, ma qualche volta finisce per avere pensieri romantici o sconci col suo "signore", per poi subito vergognarsene. Al solo toccare la mano di Kimihito si emoziona fortemente, imbarazzandosi. Tra le sue particolarità vi sono l'abile uso delle armi (spesso si porta dietro una spada, però finta non essendole consentita dalla legge di portarne una vera), correre per 60 km/h la mattina presto, non dorme su letti o futon. La sua temperatura corporea è di 38 °C come i cavalli ed è ghiotta di carote anche se cerca di non darlo a vedere. Il suo punto più sensibile è il didietro equino. Centorea si scontrò con Kimihito per strada (ai centauri è permesso andare a zonzo non accompagnati da tutori fino a quando non trovano un "signore"). Quando Kimihito le salì in groppa durante un inseguimento ad un borseggiatore, divenne automaticamente il suo padrone e quindi il suo partner e decise di andare a vivere da lui. Si scoprirà in seguito che lei è in realtà metà centauro e metà umana (suo padre è umano). È uno dei personaggi giocabili in Monster Musume Online.
Sua madre si sarebbe dovuta accoppiare con un determinato centauro poiché essi praticano l'eugenetica per ottenere figli di determinata razza e forza. La madre di Centorea tuttavia aveva un essere umano come servo. Tra i due sbocciò subito l'amore ma poiché il regolamento vietava l'unione tra specie diverse, essi non poterono mai dichiarare i propri sentimenti. Nel momento in cui la madre di Centorea si sarebbe dovuta unire, il centauro maschio venne colpito con un bastone dal ragazzo umano che lo tramortì, non volendo che la centaura che amava fosse obbligata a con qualcuno che non voleva. I due infine si amarono e dalla loro unione nacque Centorea. Col centauro tramortito inventarono in seguito che l'accoppiamento lo aveva sfinito facendogli perdere conoscenza.
Suu (スー?, Sū)
Lei è uno slime, ispirato a quelli della serie di videogiochi Dragon Quest, ma una versione più evoluta. Gli slime sono una razza extraspecie sconosciuta agli uomini e di solito sono piccoli, ma possono mostrarsi con un aspetto più umanoide come Suu. Infatti, assorbendo una grande quantità di liquidi, lei è in grado di prendere una forma simil umana femminile. La sua "pelle" è di colore azzurro, gli occhi sono verdi così come anche i suoi pseudopodi che le fanno da capelli, le cui estremità sono gialle. Non indossa vestiti perché si bagnerebbero costantemente, ma può indossare impermeabili di cerata e stivali di gomma. Tra le ragazze Suu ha una notevole quantità di abilità: oltre ad assorbire o espellere i liquidi di ogni tipo in tutta la sua superficie, è elastica, sa attaccarsi su pareti e soffitti, sa variare le sue misure "corporee" con l'acqua, prendere sembianze umane (solitamente di Kimihito) o di oggetti, leggere nel pensiero coi pseudopodi, inglobare ogni cosa. A seconda di ciò che assorbe può anche variare di personalità: coi veleni (di cui è immune assieme alle malattie) diventa maleducata, coi sali minerali delle acque termali intelligente e professionale, con l'acqua di mare appare matura e dal comportamento malizioso come Rachnera, e addirittura una volta, assorbendo dei super nutrienti sperimentali gettati in una discarica è divenuta gigantesca, intelligente e con poteri, forza e abilità combattive paragonabili a quelli di Godzilla (di cui ne ha fatto la parodia in tale occasione). Comunque Suu non potrebbe mai stare immersa in una grande pozza d'acqua perché diluirebbe troppo e rischierebbe di morire. Il comportamento di Suu sembra a prima vista infantile, non in grado di capire le cose, spesso imita gli altri nelle azioni, nelle parole e anche nel comportamento, ma sembra che possa essere molto intelligente, cosciente e matura in alcuni casi. Ad esempio, quando una volta Kimito si ammalò, Suu legge nei suoi ricordi comprendendo che si è ammalato per andarla a cercare in mezzo alla pioggia poiché Suu si era allontanata da sola. Facendogli bere l'acqua del suo corpo riesce infine a curarlo; lei ammette in quel momento di essere innamorata di lui, cosa che fa stupire le altre monster girl poiché Suu non aveva mai parlato chiaramente prima. Col proseguire dalla storia, Suu inizia a parlare più normalmente. È molto legata a Papi, sua amica e compagna di giochi, e a Kimihito, che sembra provare sentimento e protezione; con le altre invece ci gioca assalendole per berne i liquidi corporei. Le origini di Suu sono misteriose, si infiltrò semplicemente in casa di Kimihito in cerca di liquidi. Su insistenza di Papi a cui provò simpatia e le dette un nome, la ragazza verrà integrata nel gruppo e da loro accudita ed educata. Anche la signora Smith chiude un occhio sulla sua clandestinità, non esistendo leggi riguardanti gli Slime. Nel volume 19 del manga, viene rivelato che Suu è, (tecnicamente ma non del tutto chiaro) la figlia di un'Ondina, una "monster women" appartenente alla categoria delle Super Specie. Sua madre lavora in un parco acquatico insieme ad altre slime come Suu. L'Ondina spiega a Kimito che si trova lì con le sue figlie per ampliare la loro famiglia e continuare a collaborare nel parco. Per questo motivo, aveva inviato le figlie in cerca di partner ideali con cui accoppiarsi e procreare. Viene così rivelato che Suu si trova nella casa di Kimito perché lo considera il compagno perfetto. Tuttavia, l'Ondina si mostra confusa dal fatto che Suu non abbia ancora proceduto con l'accoppiamento, ma viene prontamente zittita dalla figlia, che preferisce non approfondire l'argomento. Suu è un personaggio aggiunto nel manga dopo una votazione dei fan. È uno dei personaggi giocabili in Monster Musume Online.
Meroune "Mero" Lorelei (メロウヌ・ローレライ?, Merounu Rōrerai)
Mero (メロ?) è una sirena. Essendo di tale natura, lei si muove su una sedia a rotelle a lei fornitole. Si veste come una gothic lolita, ha capelli rosa, occhi azzurri, orecchie a pinna di pesce, le branchie sui fianchi e la parte inferiore del corpo come quella di un pesce, con scaglie rosa e pinne ventrali e caudali gialle. La sua pelle è ricoperta di un leggero strato di muco in modo che non si secchi, molto scivolosa, perciò utilizza un bikini fatto di un tessuto speciale antiscivolo. Ha una grande resistenza alle basse temperature, è velocissima e atletica nel nuoto e può andare a molti metri di profondità. La sirena può respirare sulla terraferma finché ci sarà dell'umidità nell'aria. Conosce ogni cosa sui pesci e può anche mangiarli, riesce a percepire la presenza dell'acqua ad una certa distanza. Ha dei modi di fare molto signorili e cortesi, alcuni hanno l'impressione di trovarsi davanti ad una regina e farebbero qualunque cosa per lei. Ha anche un carattere molto romantico e da sognatrice come tutte le sirene, desidera vivere una tragedia d'amore come ne La sirenetta di Hans Christian Andersen tentando di diventare l'amante di Kimihito e aiutando Miia. In seguito comunque anche in lei si sviluppa un sincero affetto per il ragazzo. Sembra non avere difficoltà finanziarie. Kimihito la incontrò la prima volta aiutandola a non scontrarsi in corsa contro un albero. Ignorava che però fosse una sirena; in seguito la signora Smith gliela affidò. Si appella a Kimihito con un "Mio Principe". Si scoprirà in seguito che effettivamente lei è una principessa di un regno sottomarino, Meroune Lorelei du Neptune. Dopo un incontro tragico in presenza della madre che la ferì alla coda, Mero si deciderà a impegnarsi di diventare una moglie e non solo una madre, anche se manterrà ancora un minimo del suo precedente pensiero tragico, soppesando l'idea di fare di Miia l'amante di Kimihito dopo sposati. È uno dei personaggi giocabili in Monster Musume Online.
Rachnera "Rachnee" Arachnera (ラクネラ・アラクネラ?, Rakunera Akuranera)
Una ragazza aracne, ovvero metà umana e metà ragno gigante. La sua parte umana è molto attraente, presenta corti capelli color lavanda con una frangia che copre il lato destro del volto. Ha sei occhi lucenti da insetto rossi, due di forma normale e gli altri quattro piccoli sulla fronte, poco sotto le spalle le braccia sono ricoperte da un esoscheletro duro e nero, terminante in mani dalle dita lunghe e artigliate. Il suo corpo da ragno è nero, con un motivo a teschio bianco sul dorso. Di solito indossa toppini o camicie. Rachnee (così soprannominata) è in grado di tessere ragnatele che usa per legare avvolgere o spiare per mezzo delle vibrazioni, arrampicarsi sui muri, correre velocemente e possiede riflessi sovrumani. Molto della sua personalità deriva dalle brutte esperienze passate con gli umani: essendo di aspetto intimidatorio, la sua famiglia ospitante originale la cedette per denaro ad un uomo avaro senza scrupoli. Ciò la fece convincere di quanto siano meschine e false le persone e non sopporta chi non sia onesto e non dice la verità. La sua visione delle cose comincia a cambiare quando sente parlare dell'umano Kimihito e dei suoi modi garbati verso le extraspecie, portandola a rapirlo per conoscerlo. Rimane stupita di scoprire il feticismo di Kimihito per le gambe femminili e che trova molto sexy le zampe di ragno di Rachnee. Scoprendo di piacergli, Rachnee convince la signora Smith a farsi ospitare da lui. Di natura la ragazza è più maliziosa e sadica delle altre coinquiline, anche se in più occasioni si dimostra gentile e altruista, spesso si diverte a stuzzicare le altre con i suoi commenti lascivi e le piace praticare il bondage sulle ragazze con i suoi fili per divertimento (anche se non riesce a farlo con Suu). È anche a volte molto pigra, la sua temperatura corporea è mista (né alta, né bassa), perciò è molto sensibile agli sbalzi di temperatura. Il caffè è una sostanza che la fa ubriacare e ha i polmoni sotto l'addome così non può immergersi nelle vasche, lei stessa ammette che l'acqua è la sua debolezza. Chiama Kimihito "Dolcezza" e spesso è molto più audace nel coinvolgerlo in situazioni erotiche. È uno dei personaggi giocabili in Monster Musume Online.
Lala (ララ?)
Si tratta di una Dullahan. Ha la pelle blu, lunghi capelli bianchi-azzurro ghiaccio con ahoge, occhi dorati dalla sclera nera. Si veste con abiti di foggia antica viola con dei pezzi d'armatura qua e là e una lunga sciarpa nera. Porta con sé una grossa falce nera che è in grado di materializzare e smaterializzare a piacimento. Una sua caratteristica nota della sua specie è il fatto di poter staccare la testa con cui può parlare e vivere senza che sia attaccata al corpo, ma riesce ancora a sentire le sensazioni che questo prova. Lala parla con un leggero accento irlandese e si esprime con parole enigmatiche. Lala seguì Kimihito di sua spontanea volontà perché questi aveva l'incredibile fortuna nel sfuggire alla morte (gli incidenti procurati dalle sue coinquiline). La sua scusa è quella di seguirlo per assicurarsi che lui muoia in quanto Messaggera della Morte. In seguito la signora Smith conferma che non si tratta di una dea della morte, ma semplicemente un'altra ragazza extraspecie sovrannaturale appartenente al mondo della notte e che la ragazza è semplicemente ossessionata al suo personaggio di fantasia, innocua. Tuttavia la ragazza insistette a stare in casa di Kimihito per assicurarsi dell'ora del suo decesso in futuro e quindi si unì al gruppo. Comunque, si scoprirà che ella è veramente in grado di viaggiare nell'aldilà, fa solo finta di essere un normale mortale che si finge a sua volta come Messaggero di Morte. Oltre a questa sua fissazione, Lala spesso tenta di mantenere un contegno inespressivo, ma certe sue emozioni la tradiscono e la fanno sentire a disagio. Sembra temere Rachnee e la signora Smith. Afferma di non avere interessi matrimoniali per Kimihito, ma affermerà anche in seguito in privato che quando lui morirà la sua anima verrà ceduta a lei secondo i suoi doveri di Dullahan. Proseguendo con la storia, volendo salvare una bambina malata terminale, gli concederà il dono della vita (in realtà la trasformerà in una zombie usando un dente di Zombina da lei prelevatole); questo atto porterà l'intera Squadra MON agli arresti domiciliari.
Kuroko Smith (墨須 黒子?, Sumisu Kuroko)
Nota semplicemente come Signora Smith, è una bella donna umana dai capelli lunghi e neri, molto alta, dalle lunghe gambe, vestita con un completo nero da governo e occhiali da sole, è una coordinatrice del programma di scambio culturale tra specie. Sarà lei ad affidare costantemente le ragazze extraspecie a Kimihito e modificargli l'appartamento per il loro comfort. Lei è la caricatura della persona pigra e irresponsabile, non gli piace darsi da fare nel suo lavoro e spesso affida mansioni ai suoi collaboratori; inoltre è una scroccona, si diverte a far visita a Kimihito per bere caffè (bevanda che assume frequentemente) e gustarsi qualche pasto. Nonostante questi difetti è una preziosa collaboratrice utile (quando vuole e si ricorda) nel rilasciare informazioni sulle extraspecie e anche assicurarsi di prenderne cura. Sembra che comunque abbia una buona posizione nel governo giapponese, è a capo della forza armata MON. Sarà sempre lei a coordinare il test matrimoniale del ragazzo. Dopo il primo capitolo smette di chiamare il protagonista per nome utilizzando il vezzeggiativo "tesoruccio". Appare come guida in Monster Musume Online.

## Squadra MON
Un gruppo armato formato da ragazze extraspecie implicato in casi e missioni per fermare i crimini delle razze extraspecie contro le stesse e contro gli umani, capitanato dalla signora Smith. La divisa ufficiale della squadra è gialla, arancione e nera. Vi sono quattro membri:
Zombina (ゾンビーナ?, Zonbīna)
Dopo la signora Smith, è la comandante in squadra. Si tratta di una non morta e principale forza di attacco, utilizza delle mitragliette. Sembra una ragazza umana dai corti e arruffati capelli rossi, ma se si guarda con attenzione lei ha cuciture su tutto il corpo (una in bella vista in viso, che le attraversa il naso) e due occhi dai colori diversi, il destro giallo e il sinistro verde (non eterocromia). Di personalità è molto esplosiva, tutta vitalità, non possiede molte inibizioni per soddisfare le sue voglie e si annoia per gli incarichi più noiosi, senza un minimo d'azione. Ama la violenza, sul campo che al cinema con i film sugli zombie. Possiede un morboso senso dell'umorismo. Spesso la sua impulsività la porta ad essere incurante del proprio corpo che finisce regolarmente per finire ferito e a pezzi, per poi essere messo nuovamente in sesto; anche se non sente dolore sente ancora le sensazioni. Rimane molto colpita da come Kimihito la tratti come una ragazza normale. Nel capitolo 38 Lala gli cava un suo dente che userà per trasformare una bambina malata terminale in una non morta per salvarla; mentre le indagini sull'incidente sono in corso Zombina e le sue colleghe sono agli arresti domiciliari (una scusa apparente di Smith) e lei e le sue colleghe avranno nuovamente un'uscita assieme a Kimihito. Ha una certa relazione di amicizia e rivalità con Cici, con cui si batte perché stanno agli estremi opposti della legge e con cui condividono la passione per i manga di genere yaoi con i personaggi zombie. È uno dei personaggi giocabili in Monster Musume Online.
Manako (マナコ?, Manako)
Una ragazza monocola, di professione cecchina grazie alla chiara visione del campo. Ha corti capelli viola a caschetto, il suo occhio è anch'esso viola, è minuta e quando in pausa indossa graziosi abiti femminili. Molto sensibile, timida e insicura, tranne quando deve concentrarsi sul suo lavoro che esegue egregiamente. Ha molti problemi col suo unico occhio, dal punto di vista sociale (la gente tende a deviare lo sguardo, messi a disagio dalla sua caratteristica fisica) agli inconvenienti fisici (non riesce a percepire la profondità e quindi quanto è lontano un oggetto andandoci a sbattere). Si imbarazzerà molto quando Kimihito la osserva senza deviare lo sguardo senza indugio. È uno dei personaggi giocabili in Monster Musume Online.
Tionishia (ティオニシア?)
Una ragazza ogre, è uno dei personaggi più alti di tutta la serie. Molto grande fisicamente, soprattutto il seno, ha la pelle abbronzata, orecchie punta, lunghi capelli biondi fluenti e un corno nero che le spunta in mezzo alla fronte, molto sensibile. Il suo ruolo è quello di guardia del corpo e squadra d'assalto, ha una forza fisica tremenda. A causa delle sue dimensioni, le riesce difficile trovare vestiti della sua misura nonostante abbia un grande senso della moda. Quando lavora in squadra indossa un'enorme armatura d'assalto. Si tratta di una ragazza molto dolce e spensierata, ama le cose carine e certe volte si comporta in modo molto infantile e distratto, ma ha anche una personalità calda e accogliente che conquista tutti, persino persone molto chiassosamente entusiaste come Polt oppure tranquille e indifferenti come Kii. Chiama Kimihito "Dolcetto". È uno dei personaggi giocabili in Monster Musume Online.
Doppel (ドッペル?, Dopperu)
Una ragazza mutaforma, di aspetto minuto, dalla pelle scura, coi capelli bianchi molto lunghi che la coprono visto che se non trasformata gira nuda (di cui è in grado anche di controllarli e usarli per spostarsi senza l'ausilio delle gambe) e occhi dalla sclera nera. Coi suoi poteri di cambiare aspetto e forma, lei ricopre il ruolo di unità imboscata e infiltrazione per tendere trappole ai suoi obiettivi. Ama definirsi una doppelgänger nonostante non lo sia. Si tratta di una bugiarda imbrogliona naturale, della Squadra MON la più distaccata e menefreghista. Tra le sue abilità vi sono quelle del combattimento corpo a corpo. Gli piace fare scherzi alla gente. Anche lei rimarrà colpita da Kimihito quando lui le regala dei vestiti da indossare. È uno dei personaggi giocabili in Monster Musume Online.

## Altri personaggi

### Extraspecie
Per extraspecie si intendono gli esseri semiumani con caratteristiche fisiologiche inusuali, comunemente noti come mostri, di cui è composta la maggior parte dei personaggi della serie. Rivelatesi all'umanità tre anni prima degli eventi del manga, in precedenza erano note solo ai governi mondiali. Secondo leggi apposite, i mostri si fanno ospitare dagli esseri umani od offrono servizi lavorando per loro per integrarsi al meglio nella società umana. Con qualche eccezione, le extraspecie non possono andarsene in giro da sole senza l'accompagnamento di un essere umano o fare del male agli umani, pena il ritorno alla terra natale. Viceversa, anche agli umani è imposto un atteggiamento pacifico, e per quelle extraspecie che compiono azioni illegali è stata costituita una squadra speciale anticrimine, formata da extraspecie, chiamata Squadra MON.
Sebbene l'accoglienza sia stata generalmente favorevole da entrambe le parti, molte persone guardano ancora con curiosità, perplessità o timore le extraspecie. Inizialmente vietate le relazioni, si svolgono indagini e test sociali sulla convivenza matrimoniale tra le altre specie e l'umanità. La società è cambiata in maniera che le extraspecie possano usufruire di beni, locali e servizi adibiti anche per loro. Gli esemplari di genere femminile sono popolari per il loro aspetto più umanoide, al contrario degli esemplari di genere maschile, che conservano le caratteristiche mostruose per cui vengono riconosciuti. Le extraspecie si differenziano dagli umani anche per forza e resistenza, e le extraspecie di cui non si è ancora a conoscenza, qualora entrassero nella società umana, verrebbero considerate clandestine. Ogni extraspecie è diversa l'una dall'altra e vi sono molti tipi di razze e sottorazze.
Polt (ポルト?, Poruto)
Una ragazza coboldo con coda, naso, zampe e orecchie di aspetto lupeschi e dalla pelliccia marrone, si veste con abiti sportivi. Coordinatrice della palestra e centro benessere per extra specie “Sports Club Kobold”, è la classica fanatica entusiasta dello sport, disposta ad aiutare chiunque e a sollecitare in abilità ed esercizi ginnici. Aiuterà i protagonisti in varie questioni sportive.
Kii (キー?, Kī)
Una ragazza driade, completamente nuda a parte viticci di foglie che le fanno da “vestiario” in alcuni punti, ha delle foglie in testa e mani e piedi sembrano radici. In passato la ragazza era rimasta coinvolta in un traffico illegale di extraspecie, ma un incidente la fece cascare in una discarica abusiva di super fertilizzante nei pressi di un bosco. Avendo assorbito tali sostanze, in aggiunta alla sua rabbia contro gli inquinati e meschini umani, ha preso il controllo delle piante ed è cresciuta di grandi dimensioni. Con l'intervento di Kimihito, Suu e Papi si calmò e decise di non seguire propositi violenti, ma si mostrerà sempre sospettosa nei confronti di chi possa infastidire la natura del suo nuovo rifugio, il boschetto.
Draco (ドラコ?, Dorako)
Si tratta di un Dragonewt, una specie di umano discendente dei draghi. Ha gli occhi da rettile, una coda squamosa, grandi ali squamose (che quando nasconde sotto i vestiti lo fanno scambiare ad un uomo lucertola), orecchie a punta e qua e là sulla pelle zone di squame, capelli biondi. Si tratta di un bishōnen, la sua bellezza e i vestiti lo fanno sembrare un uomo agli altri, ma si tratta in verità di una ragazza. Ha provato ad avvicinare Miia per farla diventare sua compagna (scambiato per un uomo) quando - almeno così dice - in realtà voleva solo un'amica. Il comportamento arrogante e le sue violazioni sull'uscire se non accompagnati da un umano le decreteranno una punizione dalla signora Smith. Sembra ancora intenzionata a rapportarsi con Miia o con altre extraspecie che condividano caratteristiche da rettile. Diversamente dalle altre dragonewt ha un seno più piccolo, quindi non avendo sufficiente massa muscolare non è in grado di volare correttamente. Altri segreti della sua razza, una coda in grado di staccarsi se tirata con forza (i dragonewt non rivelano questo fatto per non essere associati agli uomini lucertola da loro considerati inferiori) e una squama inversa rispetto alle altre che se toccata da umani la manda su tutte le furie. Draco rimane vittima in seguito di uno scherzo di Doppel e Kimihito mentre tentava di scusarsi con Miia per le azioni passate.
Lilith (リリス?, Ririsu)
Si tratta di una ragazza diavolo di basso rango con corna viola, denti appuntiti, ali da pipistrello gialle (che comunque non riesce ad adoperare per il volo ancora) e coda appuntita nera. In realtà ha la maggiore età, ma il suo aspetto la fa sembrare una bambina, cosa che sfrutta assieme a dei vestiti da bambina per avere ad esempio il prezzo ridotto dei biglietti per il cinema o per sembrare innocente. Ha la pelle scura, gli occhi verdi demoniaci con segni neri ai lati, i capelli acquamarina Solitamente sgradevole, ama provocare la gente, umiliarla e seminare discordia. Coi suoi poteri ipnotici si diverte ad invertire le personalità della gente, come nel caso di Centorea, rendendola molto lussuriosa. Verrà prima punita da Rachnee che la sottomette con i suoi soliti giochi bondage, poi dalla signora Smith per scontare la sua violazione di uscita senza la compagnia di un umano. Da quando è stata punita da Rachnee sembra che voglia passare del tempo con lei, ammaliata dai suoi giochi estremi.
Le madri delle coinquiline
Le madri di Miia, Papi e Cerea vengono a far loro visita e, nonostante l'età, si rivelano d'aspetto giovane e attraente. In seguito apparirà anche la madre di Mero.
- La madre di Miia è molto simile alla figlia d'aspetto e nei modi (più accentuati quelli legati alla lussuria), indossa i tipici vestiti delle lamia simili a quelli delle danzatrici del ventre. Era venuta per controllare la missione originaria della figlia (portare un marito comune per il loro villaggio di lamia) e quindi portarla a termine utilizzando degli afrodisiaci su Kimihito. Capendo l'errore, lascerà che sua figlia sia l'unica a detenere il possesso del ragazzo.

- La madre di Papi, invece, ha un aspetto simile a quella di una ragazza ganguro ed è tonta e smemorata quasi quanto la figlia. Erroneamente creduta di portare via Papi perché rimasta con un solo uomo (l'abitudine delle arpie è di volare libere per il mondo di cerca di molti partner umani con cui accoppiarsi), in realtà era per riprendersi una sua vecchia foto ricordo che la ritrae col padre di Papi. Lei comunque non le importa se Papi sta con un solo uomo, visto che anche lei è fedele solo al marito.

- La madre di Cerea è simile nell'aspetto a lei con i capelli raccolti in uno chignon, ma dai modi molto più severi e orgogliosi della figlia. Le fece visita per valutare la qualità di Kimihito come “ruffiano” (termine indicante un uomo piacevole con cui le femmine dei centauri stanno in compagnia e quindi aiutarle ad accoppiarsi con i maschi della loro specie, noti esseri bruti, guerrafondai e molto meno attraenti). Ritenendolo inadatto era decisa a portarla via, ma il rifiuto della figlia portò le due a sfidarsi ad una giostra cavalleresca. Finita in parità, la madre acconsentirà all'unione, rivelando di essersi accoppiata tempo fa col suo ruffiano rifiutando il centauro prescelto e che dal loro amore nacque Cerea.

- La madre di Mero, una regale regina di un regno acquatico, attualmente alloggia in un grande hotel adattato alle extraspecie acquatiche. Sembra aver cambiato idea sul fatto che sua figlia possa mescolarsi con le altre extraspecie e gli umani, preoccupata del problema delle fughe d'amore delle Sirene e dei pericoli portati da Oct, una Scilla definita una strega di mare. In realtà si scoprirà essere lei a diffondere queste voci perché come la figlia è una amante delle tragedie, se non di più, e ha pensato che sarebbe stato tragico guastare i rapporti tra Sirene e umani per allontanarsi dal marito (che comunque si è allontanato proprio perché i suoi tradimenti erano mossi da questo pensiero), oltre anche ad accusare la figlia di non seguire più tale "credo". Dopo che un grave incidente portò quasi alla morte di Kimihito e sua figlia, smentì pubblicamente dei problemi da lei diffusi (anche se presentò il suo amante umano, probabilmente per celare la verità dei suoi rapporti rovinosi precedenti).

La Lega della Ricoltivazione della Cultura Orchesca
Un gruppo di orchi maschi (esseri umanoidi simili a maiali dalla pelle nera) di indole otaku, pervertita e violenta, che non esistano di passare alle armi per il ridicolo proposito di far inserire la figura della loro specie nei manga erotici umani. Molto stupidi e scarsamente organizzati in un loro tentativo di sequestro, l'unica abilità di cui sono dotati è di sentire l'odore di un umano (soprattutto se femminile) ad un chilometro di distanza. Verranno sconfitti dalla Squadra MON. In seguito il capo della banda ritorna illegalmente in paese per perseguire il suo proposito di violentare ragazze, stavolta extraspecie, ma verrà spaventato da Doppel che si trasforma in una delle creature dai romanzi di H. P. Lovecraft.
Le ANM48 (?)
Parodia delle AKB48, sono il primo gruppo di ragazze idol extraspecie che abbia scalato le classifiche giapponesi. Il gruppo è composto da figure femminili di tipo kemonomimi (una ragazza gatto, una ragazza topo, una ragazza coniglio, una ragazza mucca e una ragazza lupo).
Yukio (雪緒?, Yukio)
Una yuki-onna dalla pelle pallida e fredda, gestisce l'"Yuki no Yado", un bagno termale in mezzo alle nevi. La sua presenza porte la temperatura a calare notevolmente, creando neve e ghiaccio al suo passaggio. Spesso per passare in mezzo alle stanze coi bagni caldi è costretta ad usare una speciale tuta con scafandro impermeabile, ma fa regolarmente allenamento immergendosi nelle acque calde per provare ad abituarsi alla temperatura alta. Solitamente ha un'aria fredda, inquietante, ma sotto sotto mostra un lato inaspettatamente tenero, dovuto al pensiero di colui che ama, un giovane ragazzo di buona famiglia, gestrice di un'altra località termale; tale famiglia fu quella che l'accolse e ne rimase affascinata tanto da aprire le sue terme, note per bagni misti e spazi extraspecie che però non gli portano clienti. Grazie ad un suggerimento di Centorea e di Kimihito, riuscirà sia a sorridere un minimo ai clienti, sia a risollevare gli affari trasformando il posto in un luogo di dating termale tra umani maschi e femmine extraspecie per favorire gli scambi culturali.
Luz Nineti (ルズ・ナインティ?, Ruzu Nainti)
Una volpe a nove code (kitsune), lavora come miko presso un tempio shintoista nei pressi della cittadina di Onsen Town (dov'è localizzata anche l'Yuki no Yado). Grazie alle sue code ha il potere di trasformarsi in ogni cosa o modificare il proprio corpo a piacere, tranne i vestiti. Per mancanza di offerte il tempio è indigente e spera di spaventare la gente trasformandosi in yōkai e dare credito alle voci circa il tempio maledetto. Non abbandona il tempio per ripagare il debito col sacerdote del posto che l'ha accolta durante lo scambio culturale (e anche perché non si può permettere di comprare il riso per suo piatto preferito, l'inarizushi). Kimihito, Mia e Rachnee l'aiuteranno a mettere su uno spettacolo d'azione con Luz come eroina protagonista per permettergli di guadagnare qualcosa. Il successo dello spettacolo entusiasmerà la giovane kitsune e, con dei ragazzi suoi fan nella parte di attori, potrà continuare col nuovo giro d'affari (almeno finché non lo scoprirà il sacerdote, per niente contento della novità).
Cathyl (キャトル?, Kyatoru)
Si tratta di una minotaura, lavora in una fattoria nelle vicinanze di Onsen Town. È uno dei personaggi più alti del manga assieme a Tionisha e quello col seno più grande (senza includere la lattazione). Ha i capelli neri e bianchi e indossa vestiti da fattore. Di personalità è una ragazza di fatica, una gran lavoratrice, un po' rude e pragmatica nei modi, ma ha pur sempre dei sentimenti da ragazza. "Incontrerà" Kimihito, Centorea e Papi facendo rotolare sul primo un certo numero di tronchi appena tagliati. Per farsi perdonare porterà il ragazzo alla fattoria a farsi curare e, in cambio di qualche mansione lavorativa, regalerà loro delle verdure fresche, con entusiasmo di Cerea. Lei è la ragazza del fattore, colui che ospita lei e le satire sue amiche. A causa di un recente litigio dovuto ad un possibile tradimento di lui per delle ragazze umane (in realtà si tratterà alla fine di un malinteso dovuto al fatto che le pecore e le mucche della fattoria portano nomi femminili), lei non ha potuto chiedergli di farsi mungere e il suo seno le è cresciuto tanto che le fa male e le impaccia durante il lavoro. Nemmeno i tiralatte le sono utili e si vergogna a chiederlo alle sue amiche. Per questo chiederà a Kimihito di aiutarla a strizzarglielo, con grande imbarazzo del ragazzo.
Merino (メリノ?, Merino)
Una fauna femminile (ragazza pecora), lavora anche lei nella fattoria con Cathyl. Diversamente da lei ha dei modi più cortesi e gentili. Come per gli ovini ha un estremo bisogno di essere tosata e non ce la fa da sola. Non osa chiederlo al padrone della fattoria perché non vorrebbe far ingelosire Cathyl, e neanche alle amiche perché si imbarazza. Per questo approfitterà del breve momento di ristoro alla fattoria di Kimihito per farsi tosare, con grande ed eccitante imbarazzo per entrambi. Fortunatamente ci penserà Cerea a tosarla del tutto. Per le prossime tosature probabilmente chiederà aiuto ad uno studente di agraria appena arrivato.
Cott (コット?, Kotto) & Ton (トン?, Ton)
Due gemelline, sono delle barometz (simili a capre o agnelli, ma hanno origine vegetale e producono cotone al posto della lana) braccianti alla fattoria. Sembrano essere molto spensierate e infantili di mentalità, oltre anche molto pettegole. Hanno la pelle leggermente scura. Anche loro sembrano avere problemi con la tosatura, ma si faranno aiutare stavolta da Cerea. Anche loro probabilmente si faranno tosare in seguito da un paio di studenti di agraria.
Liz (リズ?, Rizu) e Kinu (鬼怒?, Kinu)
Due mostri, una di tipo donna lucertola e l'altra di tipo oni, lavorano per la sicurezza privata contro i problemi legali extraspecie "Talio", mandate su richiesta anonima per proteggere vip e credono che sia Suu la loro protetta. Sono zelanti nel loro lavoro. Liz è quella più seria e ha l'abilità di poter staccare la sua coda per far distrarre i nemici (non arriverà però a questa decisione estrema) e la coda stessa immagazzina i nutrimenti della razza degli uomini lucertola, mentre Kinu è quella più dolce e sempliciotte che segue la sua senpai, ha una altezza slanciata e le corna molto sensibili. Tutto sommato Kimihito le trova come due perfette idiote. Sperano di essere utili ai loro partner umani, facendo un lavoro tutto da sole. Si scoprirà in seguito che dovevano proteggere Mero per conto di due servitori di costei, ma riusciranno involontariamente a svolgere l'incarico correttamente.
Sabastian (サバスチャン?, Sabasuchan) e Potemkinme (ポチョムキンメ?, Pochomukinme)
Due uomini pesce, al servizio di Mero e della famiglia reale come maggiordomi. La rintracciano per riportarla nel suo regno per ordine della regina. Sono totalmente inutili. Una volta hanno provato a rintracciare Oct per farsi cambiare in due bellissimi tritoni, ma non ci sono riusciti.
Oct (オクト?, Okuto)
Una scilla, un umanoide tutta tentacoli simile ad una piovra, inganna le sirene ed è per questo ricercata e considerata pericolosa. Ha puntato gli occhi su Mero, che ella riuscirà a rapire nell'ombra. In realtà, lei è semplicemente una gestrice di un negozio di takoyaki e tutte le notizie negative che la riguardano sono false, tutte voci del popolo del mare che associano Oct alla Strega del mare lanciatrice di incantesimi ed esauditrice di desideri e richieste dalla fiaba La sirenetta di Hans Christian Andersen, oltre a darle la colpa del sempre maggiore numero di sirene che abbandonano in mare per unirsi agli umani con lo scambio culturale extraspecie. E Mero non è stata rapita, è semplicemente andata da lei per sentire conferma di queste voci e ad aiutarla a smentirle. Di personalità è matura e si comporta come Rachnera coi suoi giochi bondage, e ha la capacità di controllare molte creature marine.
Yuuhi (ユウヒ?, Yuuhi)
Originariamente umana, era una bambina ricoverata in ospedale per una malattia terminale. Si avvicinerà a Lala curiosa di sapere che cosa accadrà alla sua anima quando morirà. La Dullahan si dispiace per lei e quindi le donerà il dono della vita; o meglio, in realtà la fa diventare una non morta infettandola con un dente di Zombina che Lala gli ha cavato a sua insaputa. Anche se indirettamente questo fatto porterà l'intera Squadra MON agli arresti domiciliari, ora Yuuhi è una bimba felice, libera dalla sofferenza e in grado di giocare con altri bambini umani.
Cici (シィシィ?, Shiishii)
Una Jiāngshī, nota criminale che tenta di sposarsi illegalmente con qualche essere umano. Molto somigliante a Zombina, porta sotto le grandi maniche delle spade dao tenute a tre tra le mani. Ha una grande affinità con Zombina, si divertono a battersi tra loro e amano le dōjinshi yaoi con personaggi zombie. Il sale è pericoloso per la sua specie perché la purificherebbe e la paralizzerebbe. Aveva puntato su Kimihito per i suoi scopi (a sua volta usato come esca da Zombina), ma quando scoprirà che vive con sei ragazze extraspecie rinuncia alla voglia di sposarlo, non trovandolo un uomo serio. Si scoprirà anche che era intenzionata a sposarsi con un giapponese solo per poter andare alle convention dei suoi manga preferiti.
Altre ragazze extraspecie
- In Mon musume report: ajin chōsaki, scritta dall'autore, vi sono una Centaura, una Lamia, un'Arpia, un'Alraune e una Ragazza Farfalla insieme, e una Slime (quest'ultima divenuta assistente di John Smith), con cui lo studioso di mostri ha avuto relazioni sessuali.
- Moltissime ragazze extraspecie sono giocabili su Monster Musume Online, incluse le protagoniste femminili principali e i membri della Squadra MON. Nel gioco sono tutte partecipanti allo scambio culturale extraspecie e ospiti in casa del giocatore.

### Umani
Coppia razzista
Una coppia di teppisti della peggio gioventù giapponese, che di tanto in tanto appaiono nel manga, una ragazza e un ragazzo. Odiano e si disgustano per gli individui extraspecie e spesso sghignazzano senza ritegno appena ne avvistano uno, incluse le protagoniste, per poi pagare le conseguenze delle loro azioni finendo malmenati o coinvolti in incidenti. Ma a loro non sembra importare di imparare la lezione.
Capo della polizia
Apparso quando la situazione era critica con la Lega per la Ricoltivazione Orchesca. Tra le note del manga si scoprirà in seguito essere il padre di Papi e quindi sposato con un'arpia.
Kasegi Kinzou (加瀬木?)
Un regista il cui unico scopo è fare tantissimi soldi facendo filmati sulle razze extraspecie e vendendo i loro scarti/prodotti biologici (pelle vecchia di lamia, tela di aracne ecc.), oltre anche a interessarsi dei lati più sconci. Sperava di ricavarci qualcosa filmando Papi mentre deponeva un uovo non fertilizzato, ma verrà buttato fuori di casa da Kimihito. In seguito verrà arrestato dalla Squadra MON dopo essere stato aggredito e legato da Arachnea. Si scoprirà essere colui che ha “comprato” Arachnea dalla sua famiglia ospitante.
Poliziotto in bicicletta
Un giovane agente di polizia che si sposta in bicicletta, fa delle piccole apparizioni nel manga. Si tratta del classico tipo inaffidabile, incompetente e facilmente impressionabile.
Ren Kunanzuki (九菜月 レン?, Kunanzuki Ren)
La figlia unica della prima famiglia ospitante di Rachnera, che "vendette" quest'ultima a Kasegi perché temevano il suo aspetto oltre ad un incidente che coinvolse la ragazza con gli artigli dell'aracne. Ren si farà risentire per Rachnee, dispiaciuta dell'episodio riprovevole e promettendosi di prendersi nuovamente cura di lei. Tuttavia l'atteggiamento della ragazza, che vede nella custodia di Rachnee un test piuttosto che un membro di famiglia, non convince Kimihito che rifiuterà di consegnargliela. Rachnee più tardi si mostrerà felice della sua decisione. Rei si mostrerà dispiaciuta e se ne va, ma promette di ritornare migliorata, prendendo la decisione del ragazzo come un ulteriore test a lei sottopostole.
John Smith
Protagonista della mini-serie Mon musume report: ajin chōsaki, si tratta di un ricercatore di mostri, in viaggio per studiare (e partecipare) nei cicli di accoppiamento con le varie specie di ragazze mostro. Tra i suoi "studi", una Centaura, una Lamia, un'arpia, una Alraune e una Ragazza Farfalla insieme, e una Slime (quest'ultima divenuta sua assistente).